# Николлс, Крейг
Крэйг Роберт Николлс (англ. Craig Robert Nicholls; род. 31 августа 1977, Сидней) — австралийский музыкант, наиболее известный как ведущий вокалист, композитор, гитарист и единственный постоянный участник альтернативной рок-группы The Vines.

## Ранние годы
Крейг Роберт Николлс родился в Сиднее 31 августа 1977 года. Его отец, Терри Николлс, был гитаристом и вокалистом рок-н-ролл-группы 1960-х The Vynes, которая не была знаменитой, но значительно повлияла на Крэйга, отец же и научил его играть на гитаре. У Крэйга есть старший брат Мэтт, старшая сестра Тара и младшая сестра Джессика. В юности увлекался музыкой группы «Битлз». 
Посещал колледж Марист в Пенсхерсте, но в 10 классе бросил его и на полгода поступил в художественную школу, чтобы изучать живопись.  

## Музыкальная карьера
Работая в McDonald's в Херствилле, встретил будущих товарищей по группе: бас-гитариста Патрика Мэттьюса и барабанщика Дэвида Оллифа. Николлс пригласил своего одноклассника Райана Гриффитса присоединиться к ним в качестве гитариста и назвал созданную группу Rishikesh (город в Индии, в котором «Битлз» посетили ашрам). Обозревая первые концерты, газеты неверно печатали название как Rishi Chasms, поэтому Николлс решил изменить его на The Vines, в качестве отсылки к группе отца.
Первые шаги группы включали выступления на задних дворах и ротацию на местной радиостанции. Набирая популярность в Сиднее, группа привлекла внимание Capitol Records. Factory, первый сингл группы, стал синглом недели по версии NME в ноябре 2001 года. На премии ARIA Music Awards 2002 года The Vines выиграли приз Best Breakthrough Artist за сингл Get Free. На премии APRA Music Awards 2003 года Крейг получил приз Breakthrough Songwriter Award. 
Некоторые картины Николлса используются для оформления релизов группы. Работа Николлса над альбомом Highly Evolved была номинирована на лучшую обложку на премии ARIA Music Awards 2002 года.

## Болезнь
19 ноября 2004 года Крэйгу был поставлен диагноз — синдром Аспергера.